# Apolemichthys guezei
Apolemichthys guezei es una especie de pez de la familia Pomacanthidae, perteneciente al género Apolemichthys.

## Localización
Es una especie de pez que se localiza en la isla Reunión, en el Océano Índico.